# Condemios de Abajo
Condemios de Abajo è un comune spagnolo di 11 abitanti (2022) situato nella comunità autonoma di Castiglia-La Mancia.